# Shrek (datorspel)
Shrek är ett datorspel från 2001 utvecklat av Digital Illusions CE (DICE) och publicerat av TDK Mediactive för Xbox, baserat på 2001 års animerade film med samma namn. Spelet släpptes den 14 november 2001 som en av 22 lanseringstitlar för Xbox, och senare i Europa den 14 mars 2002, också som en lanseringstitel för Xbox. En port av spelet, Shrek Extra Large, släpptes för Nintendo Gamecube den 31 oktober 2002 i Nordamerika och den 24 oktober 2003 i Europa.